# Коутс, Майкл Ллойд
Майкл Ллойд Ко́утс (англ. Michael 'Mike' Lloyd Coats; род. 1946), астронавт НАСА. Совершил три космических полёта на шаттле «Дискавери»: STS-41D (1984) в качестве пилота, и в качестве командира корабля на: STS-29 (1989) и STS-39 (1991), полковник.

## Рождение и образование

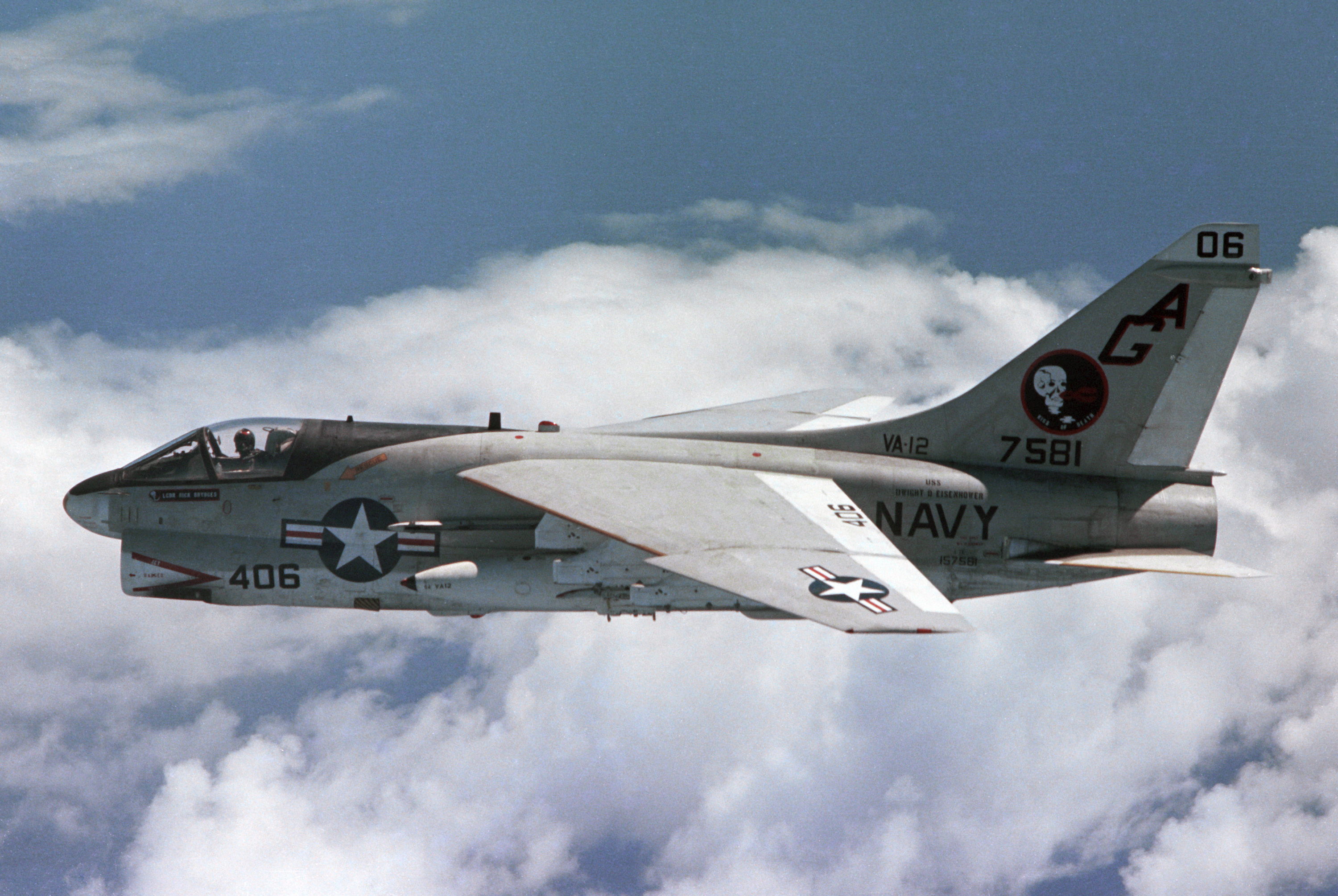
A-7 в полете.

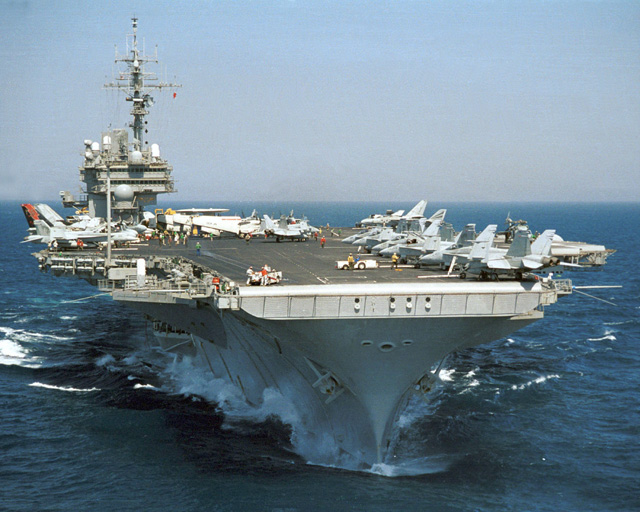
Авианосец «Китти Хоук».

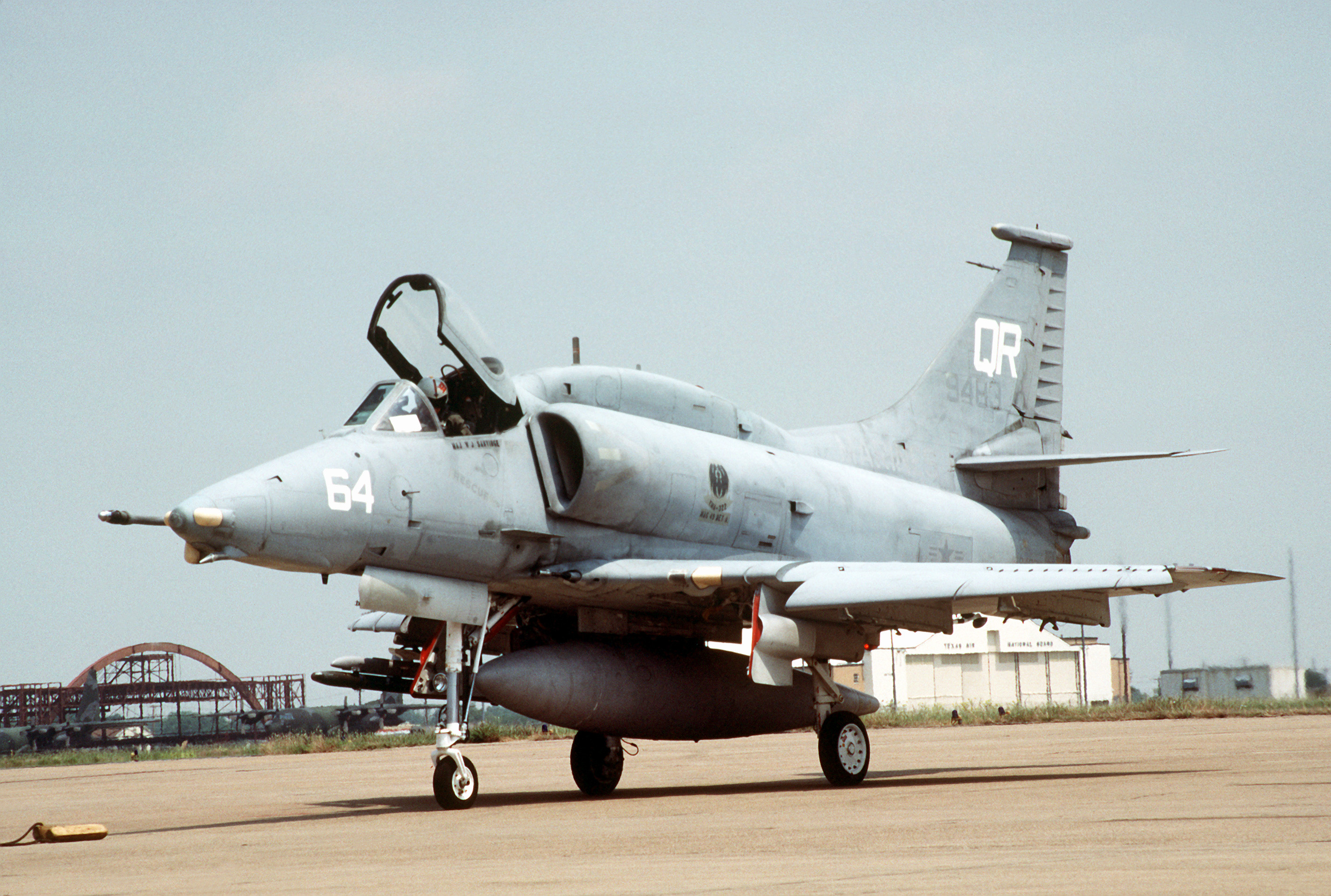
A-4.

Родился 16 января 1946 года в городе Сакраменто, штат Калифорния, но своим родным городом считает Риверсайд в том же штате. В 1964 году окончил среднюю школу в Риверсайде. В 1968 году окончил Военно-морскую академию США и получил степень бакалавра наук.
В 1977 году в Университете Джорджа Вашингтона получил степень магистра наук по управлению производством и проектированием. В 1979 году в Аспирантуре ВМС США получил степень магистра наук по авиационной технике.

## До НАСА
После окончания Военно-морской академии был направлен на лётную подготовку, поступил на службу в ВМС США и в сентябре 1969 года стал военно-морским лётчиком. Затем прошёл переподготовку на самолёт A-7E. Получил назначение в 192-ю штурмовую эскадрилью и с августа 1970 по сентябрь 1972 года служил на борту авианосца USS Kitty Hawk, принимал участие в операциях в юго-восточной Азии и выполнил 315 боевых вылетов во время войны США во Вьетнаме. Затем с сентября 1972 по декабрь 1973 служил пилотом-инструктором A-7E в 122-й штурмовой эскадрильи на авиабазе ВМС Лемур в Калифорнии. В 1974 году прошёл подготовку в Школе лётчиков-испытателей ВМС США на авиабазе Патаксент-Ривер в Мэриленде. По окончании Школы служил лётчиком-испытателем и руководителем испытаний самолётов A-4 A-7 в Директорате испытаний штурмовой авиации. С апреля 1976 по май 1977 года работал лётчиком-инструктором в Школе лётчиков-испытателей ВМС США. Ушёл в отставку из ВМС в августе 1991 года. Общий налёт составляет более 5000 часов на 28 типах ЛА, выполнил более 400 посадок на палубу авианосца. Воинские звания: лейтенант (капитан III ранга) ВМС (1978 году), полковник ВМС (в отставке).

## Космическая подготовка
16 января 1978 года зачислен в отряд астронавтов НАСА во время 8-го набора. Прошёл курс Общекосмической подготовки (ОКП) и в августе 1979 года был зачислен в Отдел астронавтов в качестве пилота шаттла. Входил в экипаж поддержки STS-4. Работал оператором связи во время полётов STS-4 и STS-5. С мая 1989 года по март 1990 года работал исполняющим обязанности руководителя Отдела астронавтов.

## Космические полёты
- Первый полёт — STS-41D[3], шаттл «Дискавери». C 30 августа по 5 сентября 1984 года в качестве пилота шаттла. Продолжительность полёта составила 6 суток 00 часов 57 минут[4].

- Второй полёт — STS-29[5], шаттл «Дискавери». C 13 по 18 марта 1989 года в качестве командира корабля. Продолжительность полёта составила 4 суток 23 часа 40 минут[6].

- Третий полёт — STS-39[7], шаттл «Дискавери». C 28 апреля по 5 мая 1991 года в качестве командира корабля. Продолжительность полёта составила 8 суток 7 часов 23 минуты[8].

Общая продолжительность полётов в космос — 19 суток 8 часов. В августе 1991 года ушёл из отряда астронавтов и из НАСА.

## После полётов
После ухода из отряда астронавтов в 1991—1996 годах работал вице-президентом по бортовому радиоэлектронному оборудованию и связи компании «Loral Space Information Systems», где занимался аппаратурой и программным обеспечением тренажёра шаттла SAIL.
В 1996—1998 годах — вице-президент по гражданским космическим программам фирмы «Lockheed Martin Missiles & Space» в Саннивейле, штат Калифорния. Отвечал за работы по космическим телескопам Хаббл и Спитцер, спутникам LandSat-7 и Terra, метеоспутникам, АМС Lunar Prospector, а также значительный объем работ фирмы по МКС. C 1998 года был вице-президентом по перспективным космическим транспортным системам компании «Lockheed Martin Space Systems Company», а с 1999 года — вице-президентом по многоразовым транспортным системам компании Lockheed Martin Astronautics в Денвере, штат Колорадо. 7 ноября 2005 года был назначен директором Космического центра имени Линдона Джонсона. В конце 2012 года уволился из НАСА.

## Награды
Награждён: Медаль «За отличную службу» (США), дважды Крест лётных заслуг (США), 32 Воздушная медаль (США), Медаль «За космический полёт».

## Семья
Жена — Дайана Эйлин Карсон, дочь — Лаура (род. 29.08.1973), сын — Пол (род. 02.11.1978). Увлечения: игра в мяч ракеткой, бег и чтение.